# Showroom
Showroom (jap. ショールーム Shōrūmu; stylizowany na SHOWROOM) – japońska usługa transmisji strumieniowej (na żywo) wykorzystywana głównie przez japońskich idoli i seiyū (japońskich aktorów głosowych). Usługa została opracowana przez DeNA i zintegrowana z procesem przesłuchań grup idoli, takich jak 22/7, Nogizaka46 i Keyakizaka46.
Każdy użytkownik ma dostęp do oficjalnych kanałów na żywo bezpłatnych i płatnych użytkowników SHOWROOM na komputerach PC (przeglądarka) i urządzeniach mobilnych z systemem iOS/Android (oficjalna aplikacja), ponadto wspiera także użytkowników w prowadzeniu transmisji na żywo w wirtualnej rzeczywistości (VR).
W Indonezji SHOWROOM jest używany przez członkinie grupy idoli JKT48 jako główna aplikacja do ich codziennych transmisji na żywo.

## Historia
SHOWROOM, którego hasłem przewodnim jest „wirtualna przestrzeń na żywo”, został uruchomiony 25 listopada 2013 roku jako strona internetowa, na której idole i celebryci mogą wchodzić w interakcje z widzami poprzez transmisje na żywo. Ekran dystrybucji został również zaprojektowany tak, aby przypominał scenę z występem na żywo. W pierwszej transmisji wzięły udział między innymi Hitomi Kurihara (CoverGirls), Honoka (Minnnano Kodomochan), Ayana Kanon czy grupa idolek NEO from Idoling!!!, która jest podjednostką grupy Idoling!!!.
Na początku usługi dostępne były tylko oficjalne transmisje ze studia w siedzibie DeNA oraz transmisje prowadzone przez celebrytów, natomiast zwykli użytkownicy nie mogli nadawać. Zmieniło się to od 13 września 2014 roku, kiedy wszyscy zwykli użytkownicy, którzy zarejestrowali się jako członkowie, mogli zacząć swobodne nadawanie.
13 września 2017 roku firma analityczna App Annie, na podstawie przychodów ogłosiła, że SHOWROOM był najpopularniejszą aplikacją do strumieniowego przesyłania wideo w Japonii w pierwszej połowie 2017 roku.
Od marca 2018 roku nie ma płatnych ani opartych na subskrypcji członkostw. Przychody generowane są z płatnych wirtualnych prezentów wręczanych wykonawcom przez zarejestrowanych członków podczas transmisji na żywo. Zarobki są dzielone z wykonawcami w oparciu o liczbę punktów, które gromadzą w zależności od liczby widzów, komentarzy i innych czynników, a firmy produkcyjne mogą proponować umowy licencyjne lub inne np. muzyczne.
W lutym 2019 roku uruchomiono „Virtual Johnny's Project (VJP)”, wspólny projekt Johnny & Associates i SHOWROOM, w wyniku którego powstał pierwszy wirtualny idol Johnny'ego autorstwa Maedy przedstawiciela SHOWROOM.